# Vladimir Djatčin
Vladimir Fëdorovič Djatčin (in russo Владимир Фёдорович Дятчин?; Lipeck, 14 ottobre 1982) è un nuotatore russo, specializzato nelle gare di fondo.
Bicampione mondiale sulla distanza dei 10 chilometri (2003 e 2007), nel 2007 è stato eletto nuotatore di fondo dell'anno.
Nel 2008 ha partecipato alla 10 chilometri di fondo dei Giochi della XXIX Olimpiade di Pechino, in cui però è stato squalificato dopo essere giunto 12º all'arrivo.

## Palmarès
- Mondiali di nuoto

2001 - Fukuoka: argento nella 25km.
2003 - Barcellona: oro nella 10 km, bronzo nella 5 km.
2007 - Melbourne: oro nella 10 km.
2009 - Roma: bronzo nella 25 km.
2011 - Shanghai: argento nella 25 km.
- Europei di nuoto

2002 - Berlino: oro nella 10 km.
- Mondiali di nuoto in acque libere

2010 - Roberval: bronzo nella 10 km.
- Campionati europei di nuoto di fondo

2011 - Eilat: argento nella 10 km,
- Vincitore della Coppa del Mondo di nuoto di fondo nel 2007

## Riconoscimenti
- Open Water Swimmer of the Year: 2007